# Досон (Небраска)
Досон (англ. Dawson) — селище (англ. village) в США, в окрузі Річардсон штату Небраска. Населення — 148 осіб (2020).

## Географія
Досон розташований за координатами 40°7′51″ пн. ш. 95°49′48″ зх. д. / 40.13083° пн. ш. 95.83000° зх. д. (40.130886, -95.830079).  За даними Бюро перепису населення США в 2010 році селище мало площу 0,56 км², з яких 0,55 км² — суходіл та 0,00 км² — водойми.

## Демографія
Згідно з переписом 2010 року, у селищі мешкало 146 осіб у 68 домогосподарствах у складі 44 родин. Густота населення становила 263 особи/км².  Було 89 помешкань (160/км²).
Расовий склад населення:
| - 100,0 % — білих |

До двох чи більше рас належало 0,0 %. Частка іспаномовних становила 2,1 % від усіх жителів.
За віковим діапазоном населення розподілялося таким чином: 16,4 % — особи молодші 18 років, 61,7 % — особи у віці 18—64 років, 21,9 % — особи у віці 65 років та старші. Медіана віку мешканця становила 52,0 року. На 100 осіб жіночої статі у селищі припадало 117,9 чоловіків;  на 100 жінок у віці від 18 років та старших — 103,3 чоловіків також старших 18 років.
Середній дохід на одне домашнє господарство  становив 52 291 долар США (медіана — 36 250), а середній дохід на одну сім'ю — 73 447 доларів (медіана — 59 583). За межею бідності перебувало 10,2 % осіб, у тому числі 6,7 % дітей у віці до 18 років та 3,4 % осіб у віці 65 років та старших.
Цивільне працевлаштоване населення становило 78 осіб. Основні галузі зайнятості: освіта, охорона здоров'я та соціальна допомога — 26,9 %, транспорт — 14,1 %, публічна адміністрація — 12,8 %.